# スシスワップ
スシスワップ（英：SushiSwap）とは、ユニスワップのフォーク（コピー）して誕生した、暗号資産の交換や運用に利用される分散型取引所（Decentralized Exchange）の1つである。
主にEtehreum上の暗号資産同士の交換取引をスマート・コントラクトを介して自動で処理する。ユニスワップのバージョン2であるV2をコピーして開発されており、基本的なプロトコルの仕様は同じである。
2023年10月時点で、スシスワップへの預け入れ額（TVL）は約2.7億ドルとなっており、全ての分散型取引所の中で6番目に多い。対応チェーン数も多く、Ethereum以外に、BSCやAvalanche等を含む28のブロックチェーン上で構築されている。
独自のガバナンストークンとして、仮想通貨SUSHI（スシ）が存在する。

## 歴史
スシスワップは匿名の開発者Chef Nomiによって開発され、2020年8月にローンチされた。既存のユニスワップのプロトコルを基に、独自トークンSUSHI等の特徴を付け加えた。
スシスワップはローンチまでの15日間、ユニスワップの流動性提供者を奪う目的で、トークンSUSHIを追加のインセンティブ報酬とした流動性提供を募る「ヴァンパイパ攻撃」を実施した。ユニスワップは独自トークンUNIを流動性提供のインセンティブ報酬で付与しておらず、利用者のスワップ手数料の報酬割合もスシスワップの方が多かったため、ユニスワップのTVLは一時的に激減した。
その後すぐに、Chef Nomiが開発資金に割り当てられていた1300万ドル（約14億円）をイーサリアムへ売却する事件が起こった。Chef Nomiは最終的に謝罪し、元々スシスワップの大口流動性提供者であった大手仮想通貨取引所FTXのSam Bankman-Fried CEOにスシスワップの管理権を譲渡した。
ユニスワップV3のソースコードのビジネスライセンス（BLS）が4月1日に切れた後、オープンソースとして公開されたプログラムコードを基に、2023年5月にスシスワップV3がリリースされた。スシスワップV3では、ユニスワップV3と同様の流動性提供・変動損失（インパーマネントロス）の仕様となっている。

## 用語解説
スシスワップでは、日本語の名詞がそのまま機能の名称として用いられている。

### Bento Box（弁当箱）
スシスワップが提供しているイールドファーミング用Vault（金庫）。

### Kashi（貸し）
Bento Box上に構築されている貸付・借入サービス。

### MISO（味噌）
新しいプロジェクトがトークンを発行し、資金を調達するためのプラットフォーム。

### Shoyu（醤油）
アーティストとコレクターがNFTを作成、購入、および販売するためのプラットフォーム。

### Onsen（温泉）
流動性提供者に追加報酬を提供する流動性マイニングプログラム。

### SUSHI（寿司）
プラットフォームのガバナンスと報酬の分配に使用される、スシスワップのネイティブトークン。